# Dora Musielak
Dora Elia Musielak es una historiadora, académica y biógrafa de mujeres matemáticas. Fue la primera mujer en graduarse, en Latinoamérica, como ingeniera en aeronáutica por el Instituto Politécnico Nacional. Nació en México y emigró a Estados Unidos donde es profesora asistente de física e ingeniería aeroespacial en la Universidad de Texas en Arlington y autora de la biografía de la matemática francesa Sophie Germain.

## Biografía
Dora Musielak se tituló en 1978 como ingeniería aeronáutica en el Instituto Politécnico Nacional de México y fue la primera mujer en graduarse en este campo. Continuó sus estudios en la Universidad de Tennessee, donde obtuvo una maestría en 1980, luego en la Universidad de Alabama en Huntsville, donde obtuvo su doctorado en 1994.
Trabaja para Northrop Grumman, MSE Technology Applications y ATK Allied Techsystems Presidió el Comité Técnico de Propulsión Respiratoria de Alta Velocidad del Instituto Americano de Aeronáutica y Astronáutica de 2014 a 2016. Es profesora adjunta de ingeniería mecánica y aeroespacial en la Universidad de Texas en Arlington y miembro de la Asociación Matemática de América .

## Actividades editoriales
Su primer libro, titulado El diario de Sophie: una novela matemática, es una novela biográfica, inspirada en la vida de la matemática Sophie Germain. En esta obra de ficción se esfuerza por trazar la vida de esta mujer matemática, que durante su adolescencia vivió los años revolucionarios entre 1789 y 1793 en París. La primera edición autoeditada fue reeditada en 2012 por la Asociación Matemática de América.
Luego publicó una biografía de Sophie Germain, titulada Prime Mystery: The Life and Mathematics of Sophie Germain en 2015, en la que relata la investigación que ha llevado a cabo, sus decepciones, sus logros y los desafíos que enfrentó. Otras obras de su autoría son Kuxan Suum: Path to the Center of the Universe (2009) y Euler Celestial Analysis: Introduction to Spacecraft Orbit Mechanics (2018).

## Publicaciones

### Historia de las Matemáticas
- Sophie's Diary (en inglés). Mathematical Association of America. 2012. p. 294. ISBN 1496965027..
- Prime Mystery (en inglés). Authorhouse. 2015. p. 294. ISBN 1496965027..
- Sophie German (en inglés). Springer. 2020  ISBN 978-3-030-38374-9

### Libros científicos
- Kuxan Suum (en inglés). Authorhouse. 2009. p. 188. ISBN 1438952899..
- Euler Celestial Analysis (en inglés). Authorhouse. 2018. p. 258. ISBN 1546231862..